# Albert Serrán Polo
Albert Serrán Polo (* 17. Juli 1984 in Barcelona) ist ein spanischer ehemaliger Fußballspieler.
Serrán rückte 2006 von Espanyols zweiter Mannschaft in die Profimannschaft auf, doch wurde der Abwehrspieler nur sporadisch eingesetzt und unterschrieb im Sommer 2008 einen Vertrag beim in England spielenden walisischen Zweitligisten Swansea City. Dort wurde er regelmäßiger eingesetzt, Stammspieler war er aber dennoch nicht. 2011 zog es in schließlich nach Zypern zum AEK Larnaka, wo er nochmal etwas regelmäßiger eingesetzt wurde als in Swansea. Nach Ausflügen zum AD Alcorcón 2013/14 und zu Larnakas Ligakonkurrenten Anorthosis Famagusta 2014/15 kehrte er zur Saison 2015/16 zu Larnaka zurück und wurde mit dem Verein in dieser Spielzeit zypriotischer Vize-Meister. Nach kurzen Stationen bei drei Vereinen konnte Serrán 2018 beim Bengaluru FC einen längerfristigen Vertrag unterschreiben. Mit dem Team gewann er 2019 die Indian Super League. Danach kehrte er nach Europa zurück, musste sich aber 2020/21 mit einem Vertrag beim spanischen Viertligisten CG Montañesa begnügen. Nach nur einer Saison verließ er den Verein wieder in Richtung UMF Afturelding, einem isländischen Zweitligisten.